# 湯馬士·迪蘭尼
湯馬士·約瑟夫·迪蘭尼（丹麥語：Thomas Joseph Delaney；1991年9月3日—）是一位丹麥足球運動員，現效力於丹麥足球超級聯賽球隊哥本哈根，代表丹麥國家足球隊參加國際比賽。司職中場。

## 球會生涯

### 哥本哈根
德萊尼於1993年，加入哥本哈根球類俱樂部的青訓系統。這支球隊是丹麥豪門哥本哈根的預備隊。
2008–09賽季的後半段，他被選入哥本哈根征戰丹麥盃的陣容。2009年4月16日，他在丹麥盃準決賽第一回合，客場對陣諾維斯特足球俱樂部的比賽中上演職業首秀。
2009–10賽季起，他正式成為哥本哈根一線隊的成員。2009年7月22日，他在2009–10賽季歐冠外圍賽第二輪，對陣莫格倫的第二回合的比賽中，打進他職業生涯的第一個進球。
2013年夏天，他與哥本哈根續約兩年，並開始成為球隊在防守中場位置上的絕對主力。2014年1月，他再度續約，並成為球隊的副隊長。
2014–15賽季起，他成為哥本哈根的隊長。

### 文達不來梅
2016年8月17日，德甲球隊文達不來梅宣布，德萊尼將在2017年1月加盟。
2017年1月21日，他在文達不來梅客場對陣多特蒙德的德甲聯賽中，首次代表文達不萊梅出戰正式比賽。同年2月18日，他在客場對陣美因茨的比賽中，以一記直接自由球打進他的第一顆德甲進球。
2017年4月1日，他在德甲第26輪，客場對陣弗萊堡的比賽中上演帽子戲法，幫助球隊以2–5大勝對手。這是他職業生涯中，首次在一場比賽中，攻入兩個以上的進球。

### 多蒙特
2018年6月7日，德莱尼与多蒙特签约，合同为期四年。

## 國家隊生涯
德萊尼曾多次入選丹麥各級別青年國家隊的陣容。2013年10月15日，他在一場對陣馬爾他的2014年世界盃外圍賽中，首次代表丹麥成年國家隊出賽。

## 榮譽
哥本哈根
- 丹麥足球超級聯賽冠軍：2009–10、2010–11、2012–13、2015–16
- 丹麥盃冠軍：2011–12、2014–15、2015–16

多蒙特
- 德國盃冠軍：2020-2021

個人
- 丹麥最佳年輕球員：2009（U19組）

## 個人生活
德萊尼的祖輩來自愛爾蘭，他的曾祖父在愛爾蘭大饑荒期間移居至美國。他的祖父和父親都是美國公民，他也因而持有美國護照。

## 外部連結
- 丹麥足球協會：湯馬士·迪蘭尼 （页面存档备份，存于）之個人資料 （丹麦文）
- tranfermarkt：湯馬士·迪蘭尼 （页面存档备份，存于）之統計數據 （德文）